# Tiroler Schützen

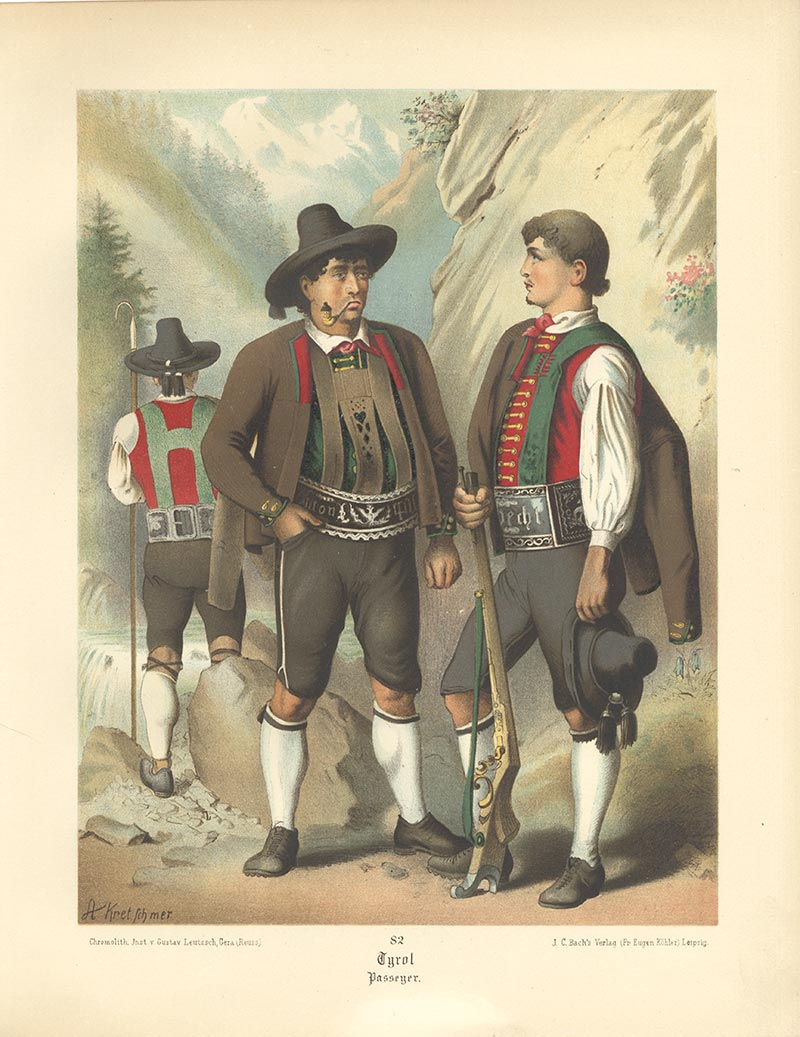
Tiroler Schützen della Val Passiria in un dipinto di Albert Kretschmer (1825-1891)

I Tiroler Schützen (bersaglieri tirolesi o tiratori in italiano, scizzeri o sizzeri nei dialetti trentini) erano una milizia, in parte formata da coscritti in servizio attivo e in parte da una riserva di volontari da mobilitare all'occorrenza. Avevano compiti di difesa territoriale e operavano nel dominio asburgico della Contea del Tirolo. Nel 1871 vennero integrati nell'esercito regolare.
Allo scoppio del primo conflitto mondiale gli iscritti ai poligoni di tiro al bersaglio, che venivano chiamati dalla popolazione trentina i bersaglieri (ossia i bersaglieri immatricolati, Standschützen in tedesco), furono mobilitati (combatterono con la divisa dei Kaiserjäger).
Sciolti in conseguenza allo smembramento dell'Impero austro-ungarico, sono oggi ricordati da svariate associazioni folcloristiche che si ispirano alla loro tradizione mantenendone il nome (Schützen, invece di Tiroler Schützen).

I tradizionali colori degli Schützen, accompagnati spesso, sulle bandiere, dell'aquila del Tirolo col serto di fronde.

## Antefatti

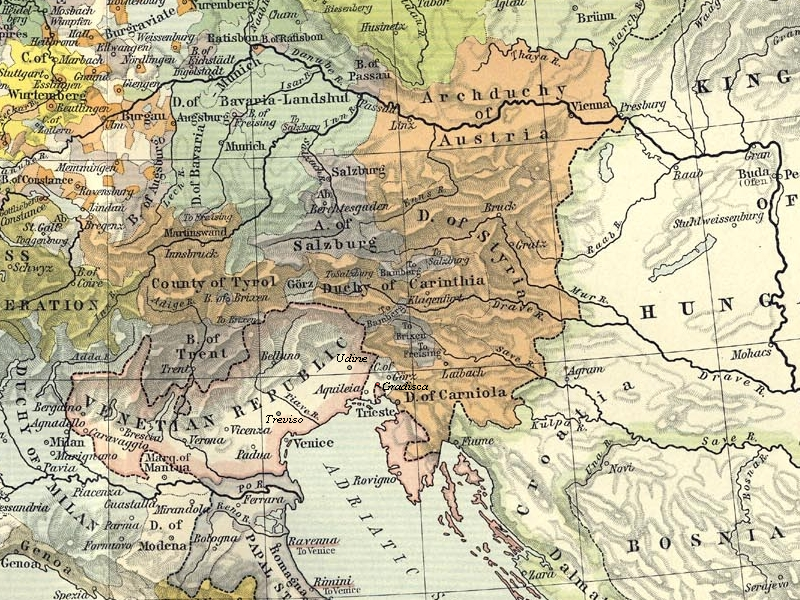
Mappa della Contea del Tirolo, del Principato Vescovile di Trento e della Provincia Austriaca durante il XV secolo

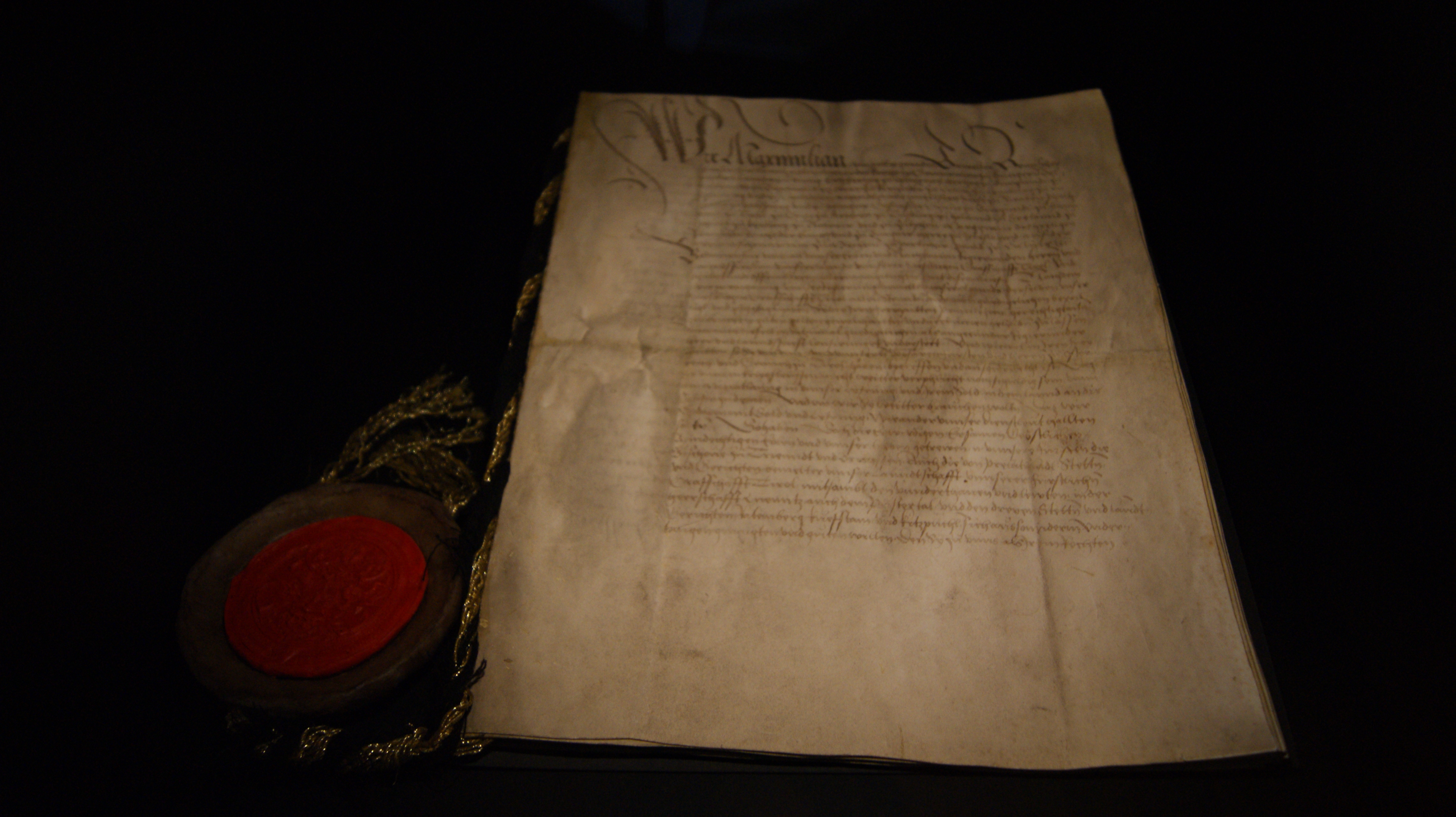
Il Landlibell

Anche nella Contea del Tirolo è dimostrata la presenza, almeno dal XVI secolo, di una milizia chiamata Landesverteidigung Tirols ("difesa territoriale tirolese"). Come tutte le (numerose) milizie del periodo era formata da personale non professionista, reclutato in luogo, e che era organizzato, almeno nei maggiori centri, in apposite associazione di tiro a segno.

### Il Landlibell
Una codifica di questa milizia si ha in un trattato fra la Contea del Tirolo, il principato vescovile di Trento e quello di Bressanone tutti territori del Sacro Romano Impero. Il trattato era conseguente alla politica di violenta usurpazione da parte dei conti del Tirolo, delle prerogative dei principati, cosa che aveva portato anche a conflitti armati. Col Landlibell (o anche "Libello dell'Undici") nel 1511, garante l'imperatore Massimiliano I, furono definite le questioni di carattere militare. Venne istituita una milizia organizzata sul modello delle Landsturm, tipiche dell'area tedesca, costituite da truppe di "qualità" inferiore, adibite esclusivamente alla difesa del territorio.
La milizia era composta da due gruppi:
- Aufgebot (una sorta di milizia quasi permanente): era suddivisa in unità di entità variabile. Dovevano essere disponibili in qualsiasi momento, attraverso una chiamata alla leva suddivisa su 5 livelli, venivano chiamati progressivamente 5.000, 10.000, 15.000, 20.000 uomini;
- Landsturm (milizia di riserva): in caso di un'invasione tutti gli uomini validi sopra i 18 fino all'età di 60 anni dovevano essere richiamati alle armi attraverso il suono delle campane o l'accensione di fuochi di segnalazione. Le cinque chiamate vennero poi ridotte a tre.

Il Landlibell prevedeva che le milizie fossero impiegate solo all'interno della Contea del Tirolo e dei due principati, e che nessuna guerra potesse essere iniziata senza l'approvazione dei contraenti. Tale norma era tuttavia mal formulata, in quanto avrebbe potuto creare importanti problemi di tipo logistico e tattico per la stabilità dell'impero. Inoltre poteva rappresentare un pericoloso precedente dato che l'Impero austro-ungarico era costituito da soldati provenienti da diverse nazioni. I problemi si verificarono effettivamente a seguito dell'introduzione del servizio di leva obbligatorio nel 1807, che fu una delle cause dell'insorgenza tirolese.
Le armi in generale dovevano essere procurate dall'armeria di Innsbruck, che forniva armi e attrezzi vari. Ciò comportò quindi anche il diritto ad ognuno di portare un'arma con sé per protezione. Originariamente solo un terzo dei membri era dotato di armi da fuoco, il resto doveva armarsi con lance, pale, assi e zappe.
L'arciduchessa austriaca Claudia de' Medici, nel 1636, introdusse una riforma al sistema difensivo territoriale previsto dal Landlibell, sostituendo le tre chiamate alla leva con una "milizia territoriale" di 4 reggimenti di circa 2.000 uomini tra i 24 e i 45 anni. Ogni reggimento era formato da 6 compagnie.

## Nascita degli Schützen (1704)
Durante il regno dell'imperatore Leopoldo I, nel 1704, il Landlibell venne emendato. Furono costituite 12 compagnie di tiratori scelti o tiratori al bersaglio (gli equivalenti dei bersaglieri): gli Schützen, che avevano la caratteristica di essere obbligati ad allenarsi costantemente presso i poligoni di tiro o casini di bersaglio presenti sul territorio.
Il corpo degli Schützen venne quindi fondato ufficialmente durante il regno dell'imperatore Leopoldo I d'Asburgo nel XVII secolo, mentre quella che prima era la milizia territoriale (Landsturm) veniva sostituita con gli "Schützen territoriali" o Scharfschützen, un corpo che si poneva accanto agli Schützen sopra descritti e che veniva chiamata in servizio attivo solo in caso di necessità.
La milizia fu mobilitata per la prima volta nel 1705 a causa della guerra di successione spagnola. Nell'occasione respinse truppe francesi e bavaresi a Pontlatzer Brücke nei pressi di Landeck. A seguito di questo successo, la milizia fu incrementata: gli uomini fra i 18 e i 40 anni erano mobilitati nelle compagnie di tiratori (Schützen), quelli fra i 40 e i 60 di riserva, nella milizia territoriale (Landsturm).  Erano tenuti ad esercitarsi al tiro tutte le domeniche, eleggevano i loro capitani e non potevano essere impiegati al di fuori del Tirolo.

## Epoca napoleonica
Il corpo degli Schützen fu impegnato in combattimento durante l'epoca napoleonica. Le vicende di questo periodo sono state riviste nel corso del XIX secolo, in chiave idealizzata e celebrativa, secondo i canoni del nazionalismo romantico, venendo presentate come una rivolta di carattere eminentemente patriottico, e sottacendone la natura controrivoluzionaria e anti-illuminista.
Le compagnie erano aumentate a 46 nel 1796 e a 94 nel 1797.
Poiché le milizie tirolesi non portavano uniforme, gli uomini fatti prigionieri dai francesi venivano fucilati. I francesi li ritenevano "non al pari di una vera e propria milizia bensì come gruppi di partigiani, insomma una specie di franchi tiratori volontari, che si permettevano di sparare al di fuori di regole di combattimento codificate".
I tirolesi adottarono allora una sorta di uniforme a partire dal 1799: pur rimanendo di fogge differenti, le uniformi da questo momento in avanti, adottarono in comune un colletto verde, polsini e coccarda verdi e bianche.

### La campagna d'Italia
Il 2 marzo 1796 Napoleone Bonaparte assumeva il comando dell'Armée d'Italie ed iniziava così la Campagna d'Italia del 1796-1797.
Sconfitto il Regno del Piemonte, con l'armistizio di Cherasco Napoleone si garantiva il libero accesso verso il Ducato di Milano, che era all'epoca un possedimento degli Asburgo, dal quale gli asburgici furono rapidamente estromessi. Per rallentare l'avanzata napoleonica violarono la neutralità della Repubblica di Venezia e si attestarono nelle fortezze del Quadrilatero. A fine maggio tuttavia, detenevano solo Mantova, che fu posta sotto assedio.
Fu sul controllo di quest'ultima piazzaforte che dipesero le sorti di tutta la campagna d'Italia.

#### La campagna di von Wurmser (agosto 1796)

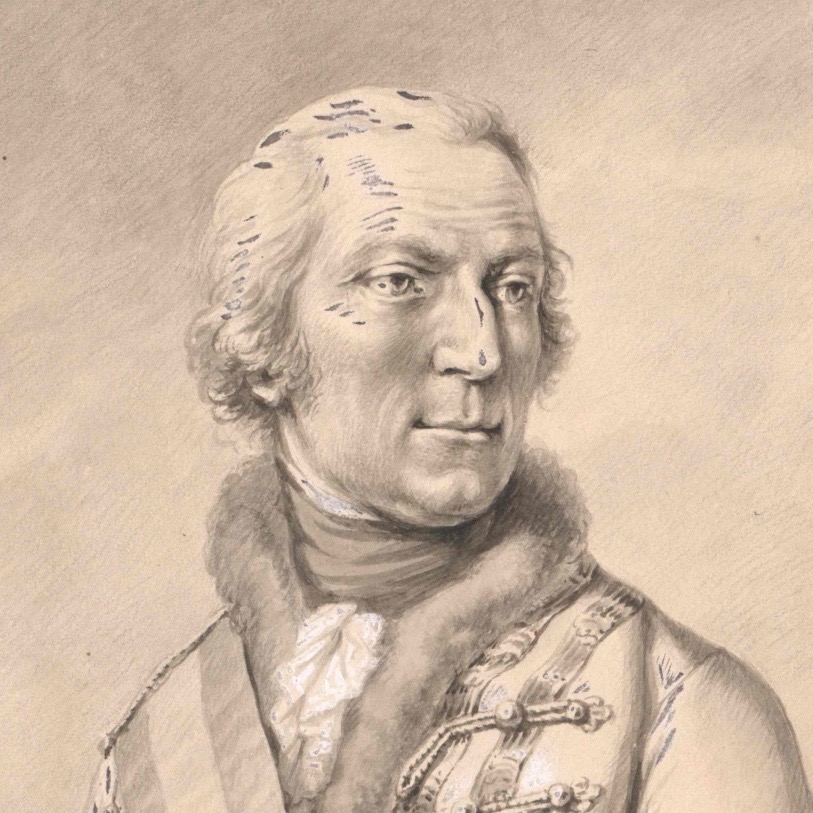
Feldmaresciallo Dagobert Sigmund von Wurmser (1724–1797)

Temendo di esser cacciato fuori dall'Italia, il Sacro Romano Impero inviò rinforzi in Trentino, al comando del feldmaresciallo Dagobert von Wurmser, per sferrare un'offensiva contro l'Armata d'Italia e rompere l'assedio alla fortezza di Mantova. A fine luglio gli imperiali passarono all'attacco scendendo, divisi in varie colonne, lungo i due lati del lago di Garda; il generale Bonaparte resosi conto del pericolo, tolse l'assedio da Mantova, e con tutte le sue forze andò incontro al nemico, che sconfisse separatamente; il 3 agosto nella battaglia di Lonato (Peter von Quosdanovich) e il 5 agosto nella battaglia di Castiglione (von Wurmser).

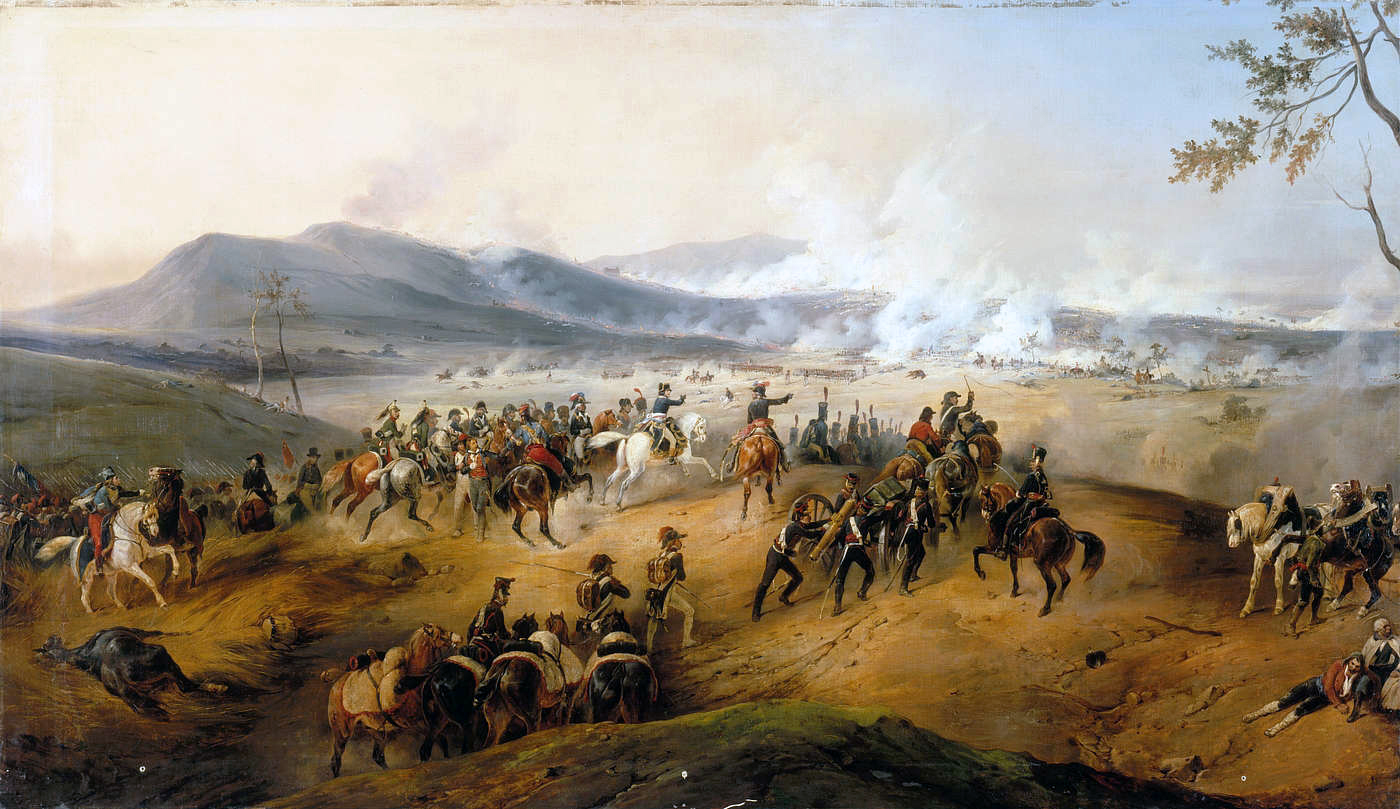
La battaglia di Castiglione fu una pesante sconfitta per von Wurmser

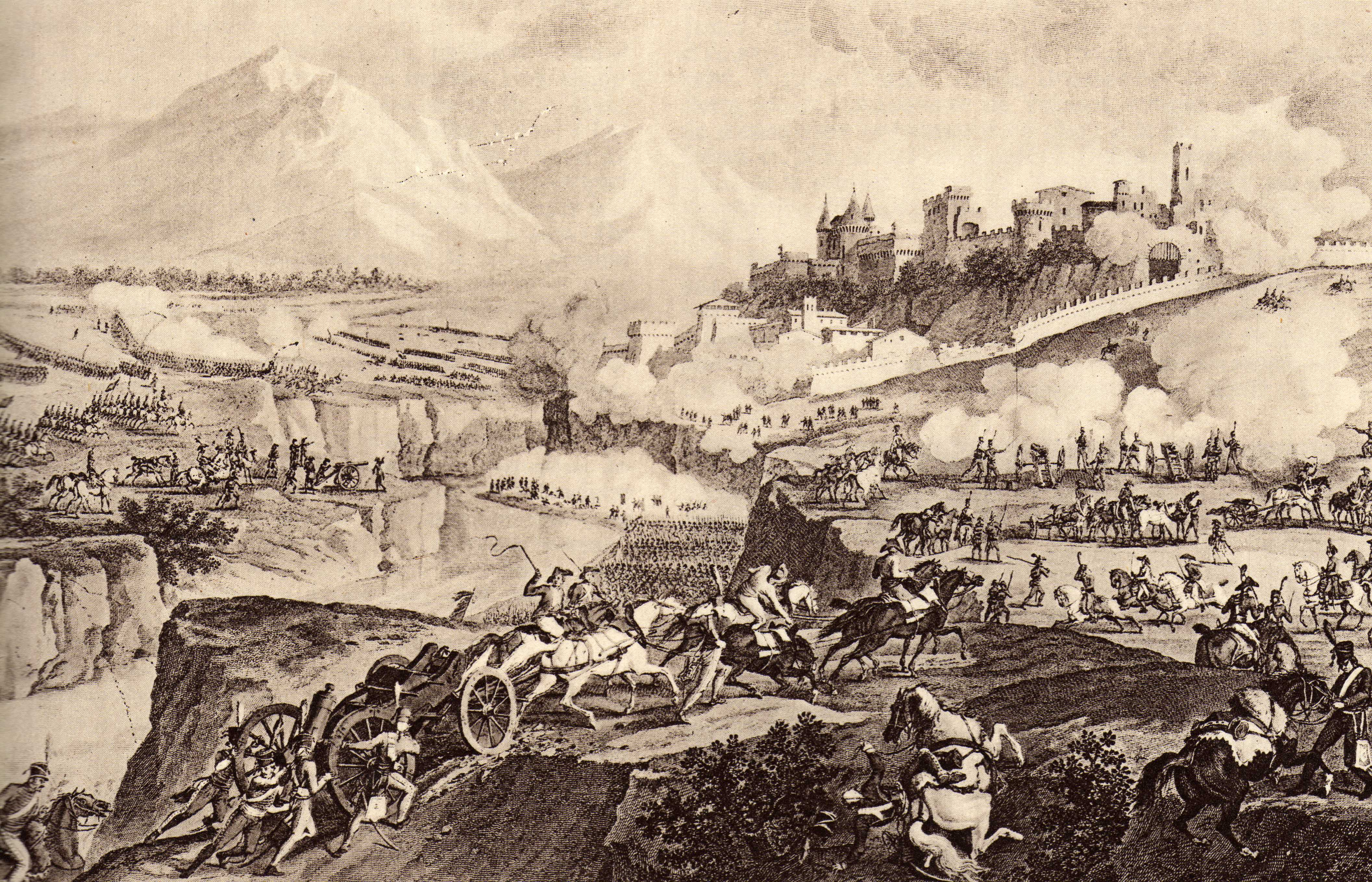
La battaglia di Rovereto

Von Wurmser, duramente sconfitto, si ritirò a Trento, dove riorganizzò le sue forze. Fece quindi un nuovo tentativo di raggiungere Mantova, questa volta attraverso la Valsugana.
Nel 1796 gli Schützen erano nel Corpo Tirolese ai comandi del generale Paul Davidovich, che fu impegnato in battaglie con alterne fortune.

#### La guerra in Trentino
Al generale Paul Davidovich fu assegnato il compito di difendere Trento e la Valle dell'Adige, ma il 4 settembre fu sconfitto da Napoleone e De Vabois nella battaglia di Rovereto e dovette ritirarsi a nord permettendo ai francesi di occupare Trento e di insediarsi a Lavis (allo sbocco della Val di Cembra). Qui fu lasciato un distaccamento al comando di De Vabois: nel mentre Napoleone col grosso delle forze si lanciava all'inseguimento do von Wursmer che l'8 settembre fu sconfitto nella battaglia di Bassano. Gli austriaci furono così tagliati fuori dalle proprie linee di rifornimento, von Wurmser riuscì a raggiungere Mantova dove il 15 settembre venne accerchiato; i francesi ripresero l'assedio della fortezza. La sua presenza aggravò la situazione degli assediati a cui difettavano i rifornimenti.

#### La campagna di von Berberek (ottobre, novembre 1796)

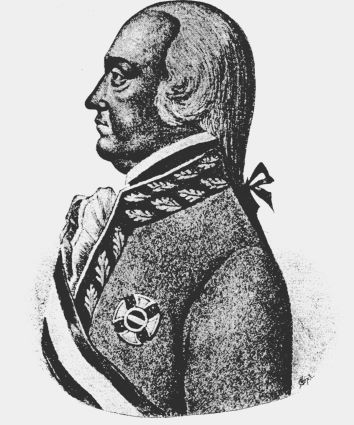
Il feldmaresciallo Joseph Alvinczy von Berberek, a partire dal novembre 1796 condusse un nuovo tentativo di rompere l'assedio di Mantova

Dopo gli sviluppi di settembre, si aprì un limitato periodo di tregua rotto dalle vittorie austriache sul fronte del Reno che permisero al consiglio aulico, dopo il 2 ottobre 1796, di inviare nuove truppe in Italia.
L'armata francese intanto, con 14.000 malati e 9.000 uomini acquartierati attorno a Mantova su un totale di 41.400 effettivi, venne posizionata da Napoleone in modo tale da prevenire nuovi attacchi austriaci: la divisione di de Vaubois (circa 10.000 uomini) si schierò a Lavis nella valle dell'Adige, allo sbocco della Val di Cembra per bloccare gli accessi al lago di Garda. Masséna occupò Bassano del Grappa; a capo della guarnigione assediante Mantova fu messo Kilmaine, essendo Sérurier ancora ammalato, mentre il quartier generale si insediò a Verona, affiancato dalla divisione di Augereau in qualità di riserva. Ad ottobre i francesi dovettero occuparsi anche degli stati italiani, capeggiati dal papa, che cospiravano per una loro cacciata dalla penisola italiana. Per tutta risposta il Ducato di Modena e Reggio venne occupato, a Genova fu installata una base militare, e il 10 ottobre il papa venne isolato con la firma di un trattato franco-siculo-napoletano. Il 15 ottobre nacque inoltre a Milano la Repubblica Transpadana, subito seguita dalla Repubblica Cispadana con cui si fuse nel giugno 1797 per dar vita alla Repubblica Cisalpina.
Con 46.000 soldati, il nuovo comandante in capo austriaco, Joseph Alvinczy von Berberek, e Paul Davidovich erano, verso la fine di ottobre, pronti per passare all'offensiva. I loro obiettivi erano innanzitutto Trento e Bassano del Grappa, quindi l'esercito, diviso inizialmente in due colonne, si sarebbe riunito a Verona, da dove avrebbe proseguito per Mantova. Vennero messi in moto meccanismi per illudere Napoleone che l'unica minaccia fosse stata rappresentata dai 28.000 uomini di von Berberek marcianti su Bassano, sperando che al momento opportuno un attacco di Davidovich su Trento avrebbe mandato in panico l'armata d'Italia.

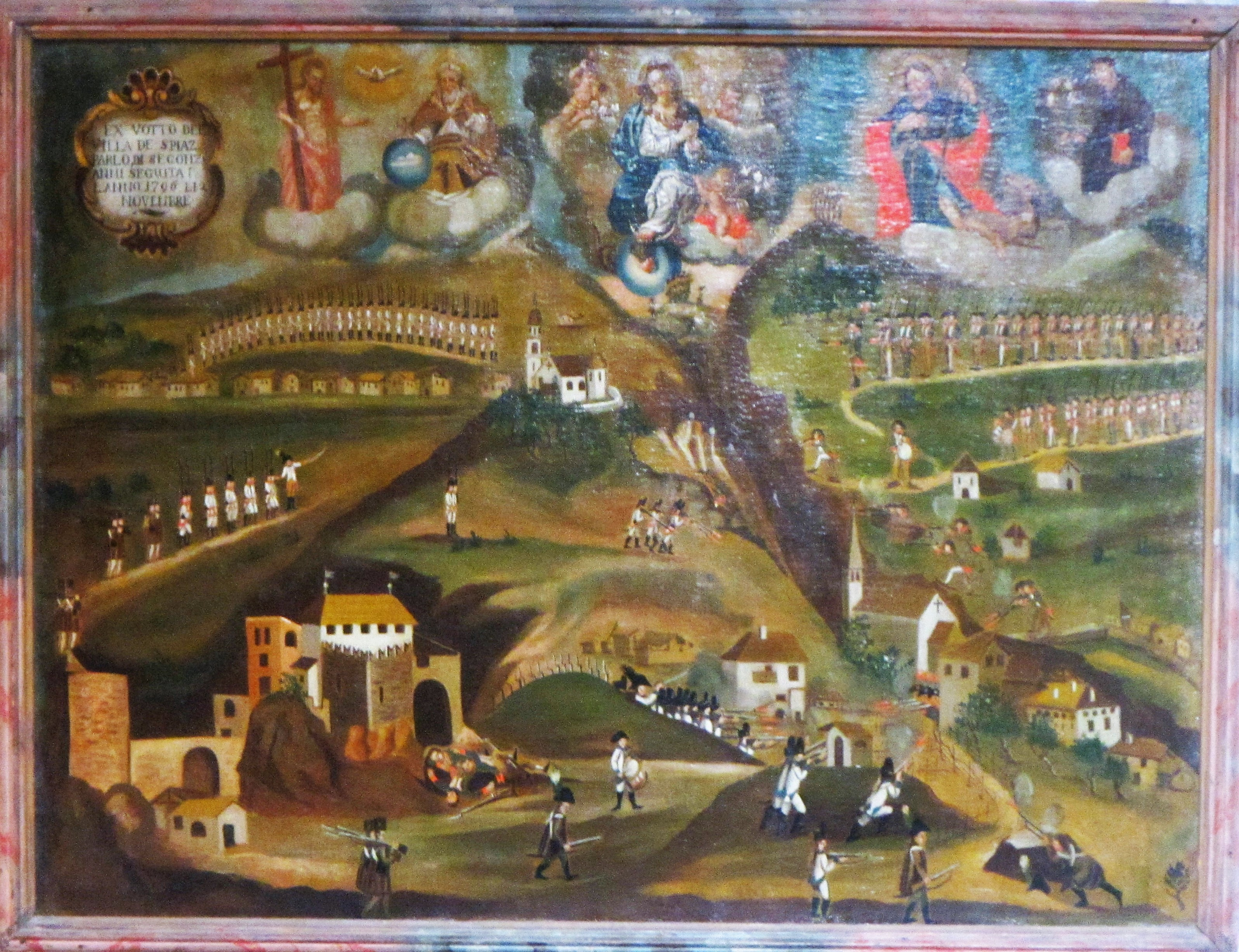
La battaglia di Cembra assunse un ruolo importante nella memorialistica degli Schützen, si trattò tuttavia di uno scontro di minore importanza e privo di conseguenze di rilievo

Quando le colonne austriache si misero in marcia ai primi di novembre, von Berberek si rallegrò del fatto che Bonaparte spostò de Vaubois a Trento per eliminare le, secondo lui, deboli unità nemiche in avanzata; tuttavia, quando giunsero ai francesi i primi rapporti sulle ricognizioni risultò più chiara a Napoleone l'entità del nemico. Egli cambiò quindi immediatamente i suoi piani ordinando a Vaubois di tenere il più possibile la posizione fino a quando non fosse stato sconfitto von Berberek.
La colonna al comando di Davidovich, forte di 10.000 effettivi, attaccò de Vaubois il 2 novembre a Cembra.  De Vaubois fu costretto ritirarsi a sud e perdette in 5 giorni 4.400 soldati e 6 cannoni mentre gli austriaci contarono 2.000, tra morti e feriti gravi, e 1.500 prigionieri; riusci a fermare l'avanzata di Davidovich a Rivoli Veronese.

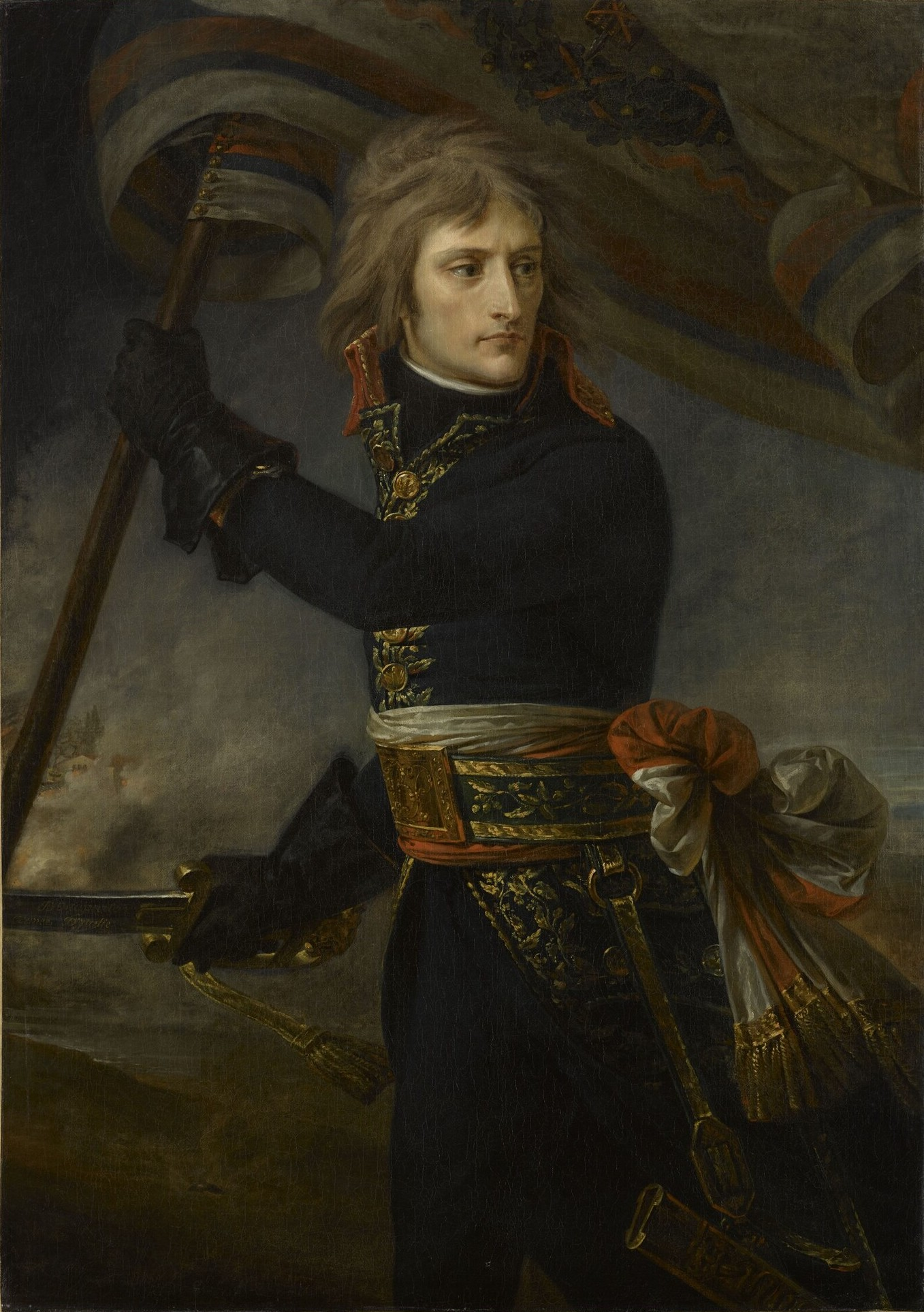
Napoleone al Ponte di Arcole in un'opera di Antoine-Jean Gros

Von Beberek il 6 novembre, era riuscito a respingere Andrea Massena sia a Fontaniva che a Bassano del Grappa rinvigorito anche dalla presa di Trento e Rovereto che Vaubois non era riuscito a difendere.  Di fronte a questa situazione, Napoleone ordinò a Masséna ed Augereau di mettersi in una posizione più sicura dietro l'Adige, e prelevò due brigate da Mantova per rinforzare le unità di Vaubois. L'inspiegabile inattività di Davidovich riscontrata il 7, 8 e 9 novembre incoraggiò Bonaparte a tentare un attacco al fianco destro di von Berberek con 13.000 uomini, il 12 novembre, a Caldiero, risoltosi con una sconfitta. L'ultima possibilità di evitare il ricongiungersi delle armate austriache con una conseguente probabile perdita delle conquiste italiane era quella di battere, con gli ultimi 18.000 soldati di Augereau e Masséna, i 23.000 di von Berberek in una battaglia decisiva. Napoleone mise in piedi un piano per prendere Villanova di San Bonifacio, sperando così di ingaggiare battaglia con von Berberek nella zona paludosa tra i fiumi Alpone e Adige vanificando la superiorità numerica austriaca.
Il 14 novembre le avanguardie di von Berberek giunsero in vista di Villanova. Dal 14 al 15 novembre infuriò la decisiva battaglia di Arcole, sconfitto, von Berberek ordinò la ritirata su Vicenza a tutto l'esercito. Anche Davidovich venne quindi respinto e dovette ritirarsi a Trento.
A prezzo di 4.500 morti in tre giorni di combattimenti, Napoleone aveva definitivamente stroncato il tentativo di von Berberek di riunirsi con Davidovich. Con 7.000 uomini in meno, morti ad Arcole, von Berberek riuscì a malapena a ritornare a Trento.
Gli ultimi sforzi austriaci sarebbero stati resi vani nella successiva battaglia di Rivoli a cui seguì dopo alcuni giorni la caduta di Mantova, determinando di fatto il completo possesso francese dell'Italia settentrionale.

### Spedizione del Tirolo (1797)

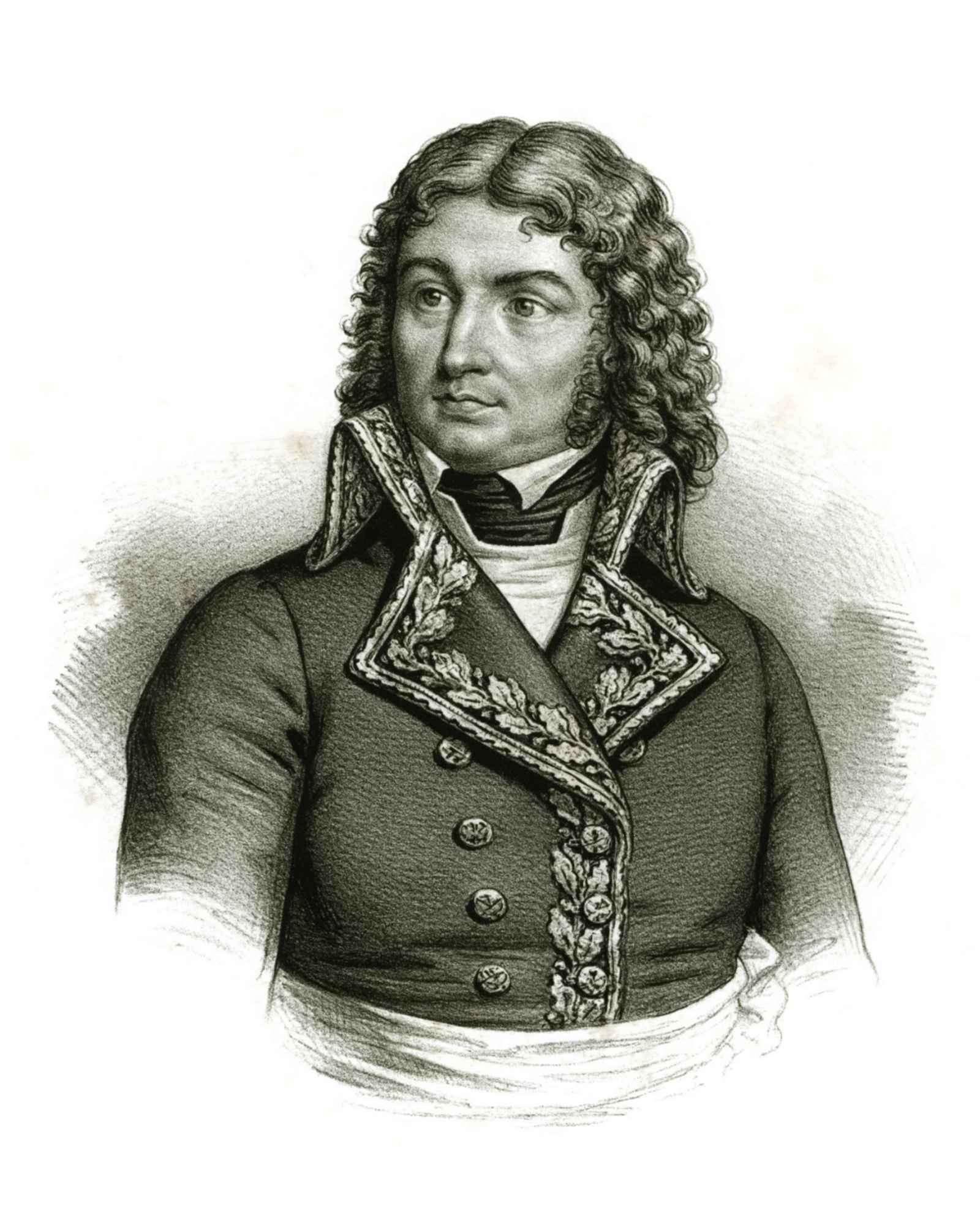
Il generale Barthélemy Catherine Joubert guidò la spedizione attraverso il Tirolo, sconfiggendo ripetutamente gli avversari.

Nel febbraio del 1797, Bonaparte aveva pertanto assunto il controllo militare di tutta l'Italia, con l'eccezione del nord-est. Decise pertanto di muovere verso il Friuli e da qui, portare la guerra direttamente in Austria, ove sferrare il colpo decisivo al Sacro Romano Impero.
Al generale Joubert fu dato ordine di attraversare la Contea del Tirolo con un corpo d'armata partendo dal Trentino per poi ricongiungersi al grosso dell'esercito napoleonico nei pressi di Villaco. In tale occasione l'esercito asburgico e gli Schützen diedero risultati deludenti perdendo tutte le battaglie coi francesi.
Dopo ripetute vittorie Joubert giunse nei pressi di Vipiteno giungendo a minacciare Innsbruck. Tuttavia, essendo ormai in atto la mobilitazione generale degli Schützen, Joubert ritenne prudente fortificarsi a Bressanone dove fu nuovamente attaccato dagli avversari (che vennero nuovamente sconfitti). Da qui si mise in marcia in direzione di Villaco, marciando attraverso la val Pusteria e la valle del Gail, invano contrastato dagli Schützen, per raggiungere quindi il grosso delle truppe francesi, come previsto dagli ordini ricevuti.
Il successivo trattato di Campoformio confermò il dominio asburgico tanto sul Principato di Trento, quanto sulla Contea del Tirolo. Gli Asburgo dovettero però rinunciare alla Lombardia, ottenendo per contro il territorio della Repubblica di Venezia, che cessò di esistere.

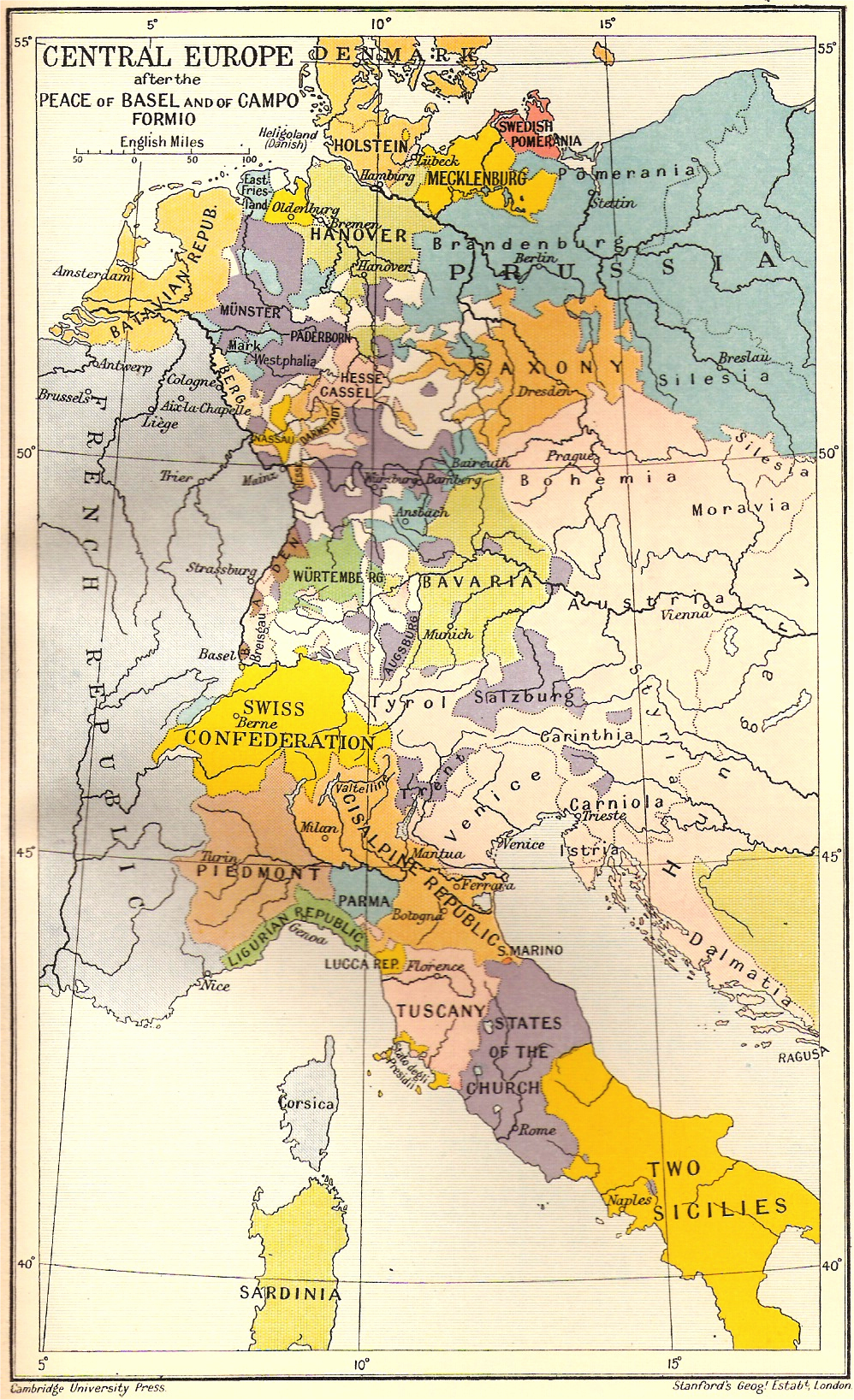
L'Europa centrale dopo il trattato di Campoformio

### Seconda e terza e coalizione
Nel 1798 gli Asburgo parteciparono alla guerra della seconda coalizione contro la Francia, ma furono sconfitti in modo decisivo nella battaglia di Marengo.
A conclusione della guerra della terza coalizione fu firmata la Pace di Presburgo (1805): i territori della Contea del Tirolo e del Principato vescovile di Trento vennero ceduti al neocostituito Regno di Baviera (gennaio 1806), il cui trono era stato dato a Massimiliano Giuseppe I Wittelsbach. Nel 1804 gli Asburgo assunsero la corona del nuovo Impero d'Austria.Nel 1806 venne sciolto il Sacro Romano Impero.

### L'insorgenza tirolese del 1809

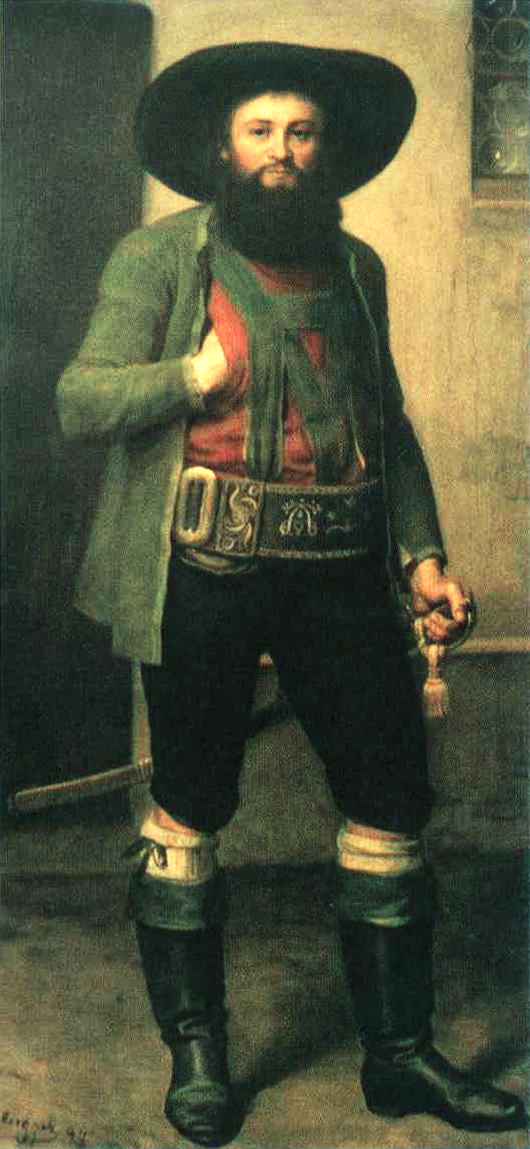
Andreas Hofer, comandante della rivolta contro i Bavaresi

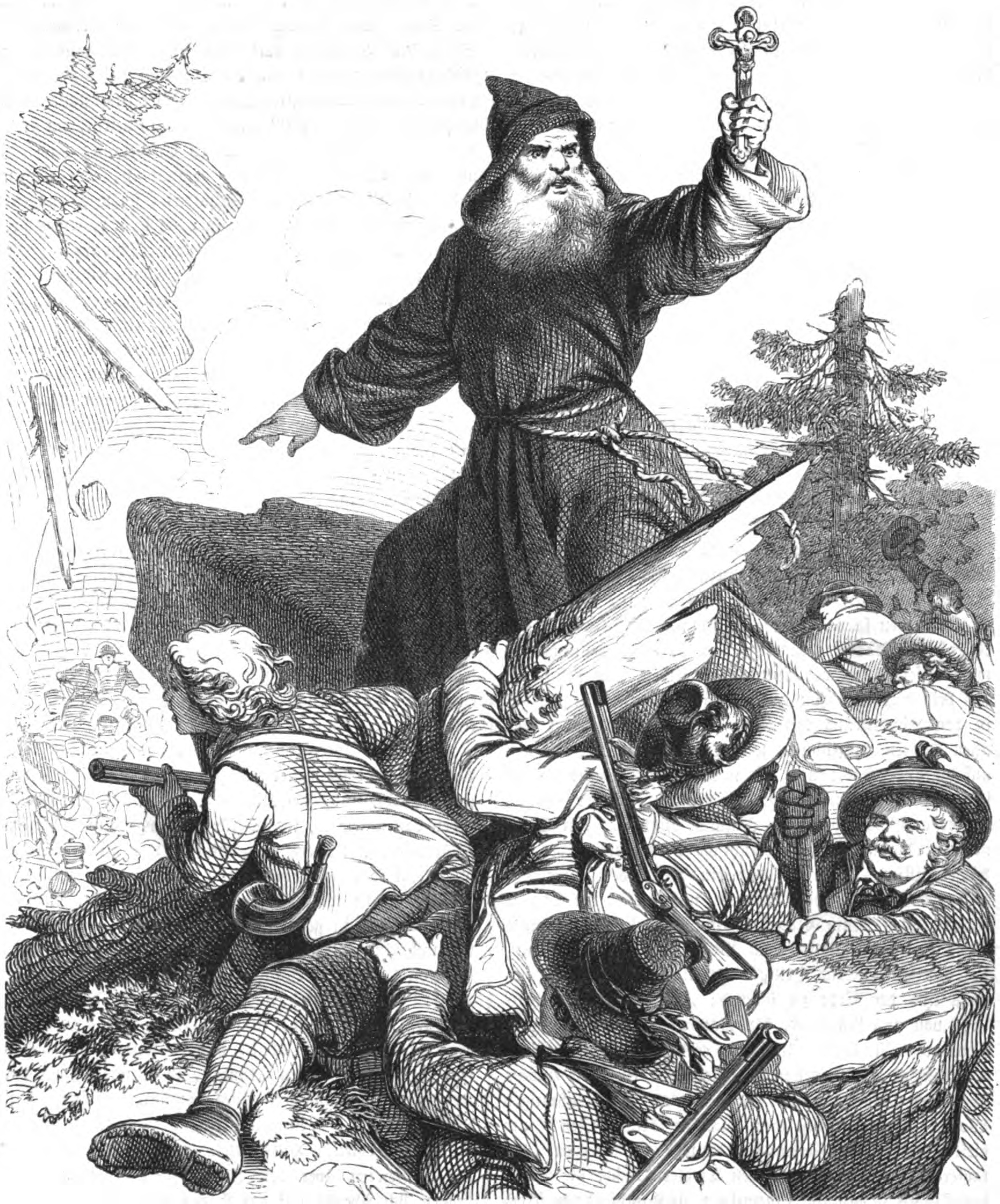
Il frate cappuccino Joachim Haspinger, celebre per il suo fanatismo religioso, fu l'ideologo dell'insorgenza tirolese.

Nel 1809 la Baviera venne coinvolta nella guerra della quinta coalizione a fianco della Francia napoleonica e contro l'Impero d'Austria. Fu in questo contesto che scoppiò un'insurrezione in Tirolo.
I principi della Rivoluzione francese si erano fatti strada anche nella legislazione bavarese e in particolare nella Costituzione, promulgata il 1º maggio 1808. Le riforme che culminarono nella suddetta costituzione garantirono l'affermazione di principi di uguaglianza e di libertà: una modernizzazione del sistema giudiziario e finanziario, l'abolizione dei privilegi nobiliari, fra cui il diritto dei proprietari terrieri di giudicare i loro contadini personalmente, l'equiparazione dei protestanti e degli ebrei e il divorzio. Contenevano però anche norme anticlericali. Nel Tirolo vi era un preesistente malcontento conseguente alla crisi economica europea (conseguenza del Blocco continentale) a cui si aggiunse un fermo rifiuto all'introduzione della leva obbligatoria. Ulteriori resistenze suscitarono i provvedimenti per la limitazione dell'influenza della Chiesa, (divieto della messa di mezzanotte, di processioni e pellegrinaggi, recita del rosario, ecc.). Il fattore determinante per lo scoppio dell'insurrezione fu tuttavia il fanatismo religioso di padre Joachim Haspinger e i suoi appelli all'immediata rivolta contro l'obbligo di vaccinazione contro il vaiolo (introdotto nel 1807), in quanto "non spetta agli uomini immischiarsi in questa maniera con i piani di Dio" ("da es den Menschen nicht zustehe, sich auf diese Weise in Gottes Plan einzumischen"). I tirolesi inoltre erano convinti che la vaccinazione fosse una creazione diabolica, tramite la quale veniva iniettato il protestantesimo. L’obbligo della vaccinazione provocò violenti tumulti nel Tirolo propriamente detto. La rivolta aveva quindi connotati antimodernisti e antiiluministi.
Andreas Hofer, un oste e commerciante di bestiame della val Passiria aveva avuto dall'arciduca Giovanni d'Asburgo-Lorena l'incarico di fare scoppiare la rivolta, e ne assunse il comando. Fra gli insorti militavano svariati Schützen.
Gli insorti comandati da Hofer si resero protagonisti di alcuni scontri minori a Bergisel nei pressi di Innsbruck. Il 25 maggio del 1809, nonostante il comando approssimato di Hofer, riuscirono ad arrestare e sconfiggere le truppe franco-bavaresi nella prima battaglia di Bergisel. Pochi giorni dopo, il 29 maggio vi fu la seconda battaglia di Bergisel, ma le truppe bavaresi vennero nuovamente sconfitte.
Le sorti della guerra furono decise altrove, in particolare con la Battaglia di Wagram (5-6 luglio 1809); l'impero austriaco fu definitivamente sconfitto e costretto a ratificare il Trattato di Schönbrunn. Il territorio del Tirolo e dei principati vescovili fu così suddiviso: Trentino e la Bassa Atesina andarono al Regno Italico, l'alta val Pusteria al Regno Illirico ed il resto alla Baviera. Il trattato fu suggellato con le nozze fra Napoleone e la figlia dell'imperatore d'Austria: Maria Luisa.
Nonostante la pace la ribellione proseguì, questa volta anche contro lo stesso Imperatore. Il 13 agosto Andreas Hofer sconfisse ancora una volta le truppe bavaresi e francesi, nella terza battaglia di Bergisel, occupando Innsbruck. Hofer salutò la popolazione: "Tutti quelli che vogliono essere miei compagni d'arme, devono combattere da valorosi, onesti e bravi Tirolesi per Dio, l'imperatore e la patria". Non parlò di libertà. Il suo breve governo represse le libertà civili e costrinse i protestanti e gli ebrei, ma anche le donne, a tornare al loro solito ruolo di emarginati. Nel suo "mandato sul buoncostume" si legge: "Molti dei difensori della patria sono adirati perché le donne si coprono il petto e le braccia troppo poco o con veli trasparenti e in tal modo provocano stimoli peccaminosi, che devono dispiacere altamente a Dio". Case e negozi degli ebrei e degli orologiai della città vennero saccheggiati. Anche diversi studenti, solo perché abitavano presso ebrei, nonostante avessero cercato di dimostrare di essere cattolici, vennero trattati come ebrei e derubati.
Il 24 ottobre sempre a Bergisel, Hofer fu definitivamente sconfitto dai bavaresi, riuscì a fuggire, ma fu catturato il 20 febbraio 1810 e successivamente fucilato a Mantova.
L'insorgenza coinvolse anche il Cadore dove, nell'agosto del 1809 gli Schützen guidati da Giuseppe Hirschstein e da Ferdinand Anton von Oulerich barone di Luxheim, si resero protagonisti di ripetute scorribande in quelle zone, con violenze, incendi di abitazioni e saccheggi ai danni della popolazione locale.

## La restaurazione
Nel 1815 la restaurazione vede la definitiva soppressione del Principato vescovile di Trento e di ciò che rimaneva del Principato di Bressanone. Il Trentino pertanto perde il suo status di semindipendenza e viene incorporato formalmente nella Kronland del Tirolo. Successivamente, con l'avvento dei moti nazionalistici filogermanici e filoitaliani, dalla metà del secolo, vennero ad acuirsi i contrasti con Innsbruck.

## La riforma del 1871:LandesschützeneStandschützen

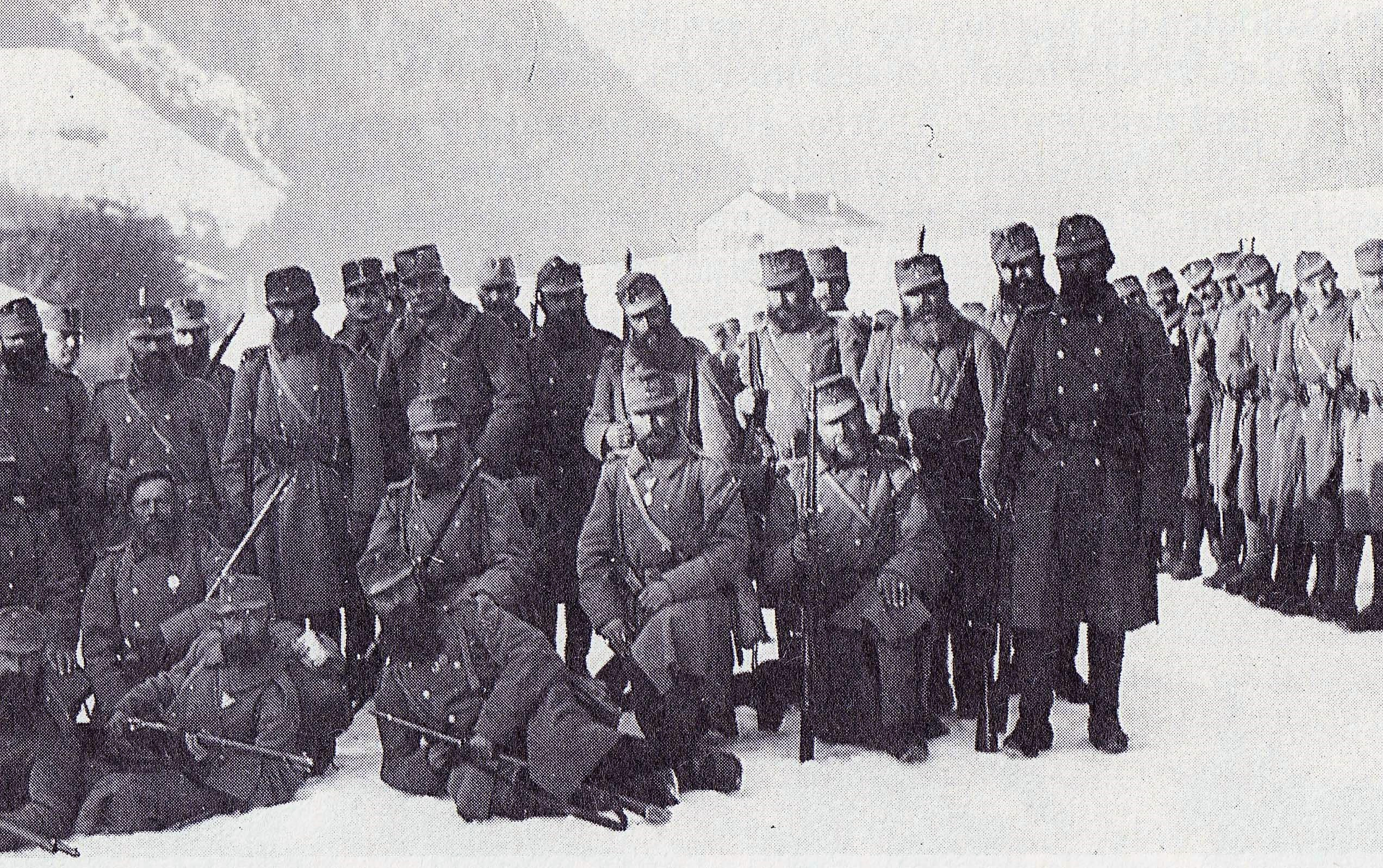
Standschützen di San Vigilio di Marebbe, foto antecedente la prima guerra mondiale

Nel 1867 con l'Ausgleich venne ridefinito l'assetto della monarchia asburgica con la nascita della duplice monarchia, l'Impero austro-ungarico. Nel 1871 vi fu una riforma delle forze armate e della leva militare e fu creata la Kaiserlich-königliche Landwehr, che era principalmente una milizia territoriale utilizzata per difendere il territorio della Cisleitania (la parte austriaca della duplice monarchia), ma poteva essere impiegata anche in attacchi frontali e operazioni militari. La permanenza era di due anni e vi erano ammessi gli uomini provenienti dalla riserva di reclutamento, ma ricevevano anche un contingente annuo, rappresentato dagli esuberi all'aliquota incorporata nell'esercito attivo. Comprendeva quindi dei vecchi soldati reclutati dal contingente annuo che dovevano fare due anni di ferma.
In questa occasione gli Schützen cambiarono radicalmente la loro natura. Da milizia (formata da civili che solo in caso di bisogno potevano essere richiamati) divennero un vero e proprio corpo militare nell'ambito della Landwehr.

### Landesschützen
Furono creati 10 battaglioni di Tiroler Landesschützen (Bersaglieri provinciali), che vennero quindi trasformati nel 1893 nei reggimenti:
- 1º Reggimento k.k. Landesschützen "Trient" con sede a Trento;
- 2º Reggimento k.k. Landesschützen "Bozen" con sede a Bolzano;
- 3º Reggimento k.k. Landesschützen "Innichen" con sede a San Candido.

Nel corpo dei Landesschützen prestavano servizio di due anni i giovani tra i 20 e i 32 anni.

### Standschützen

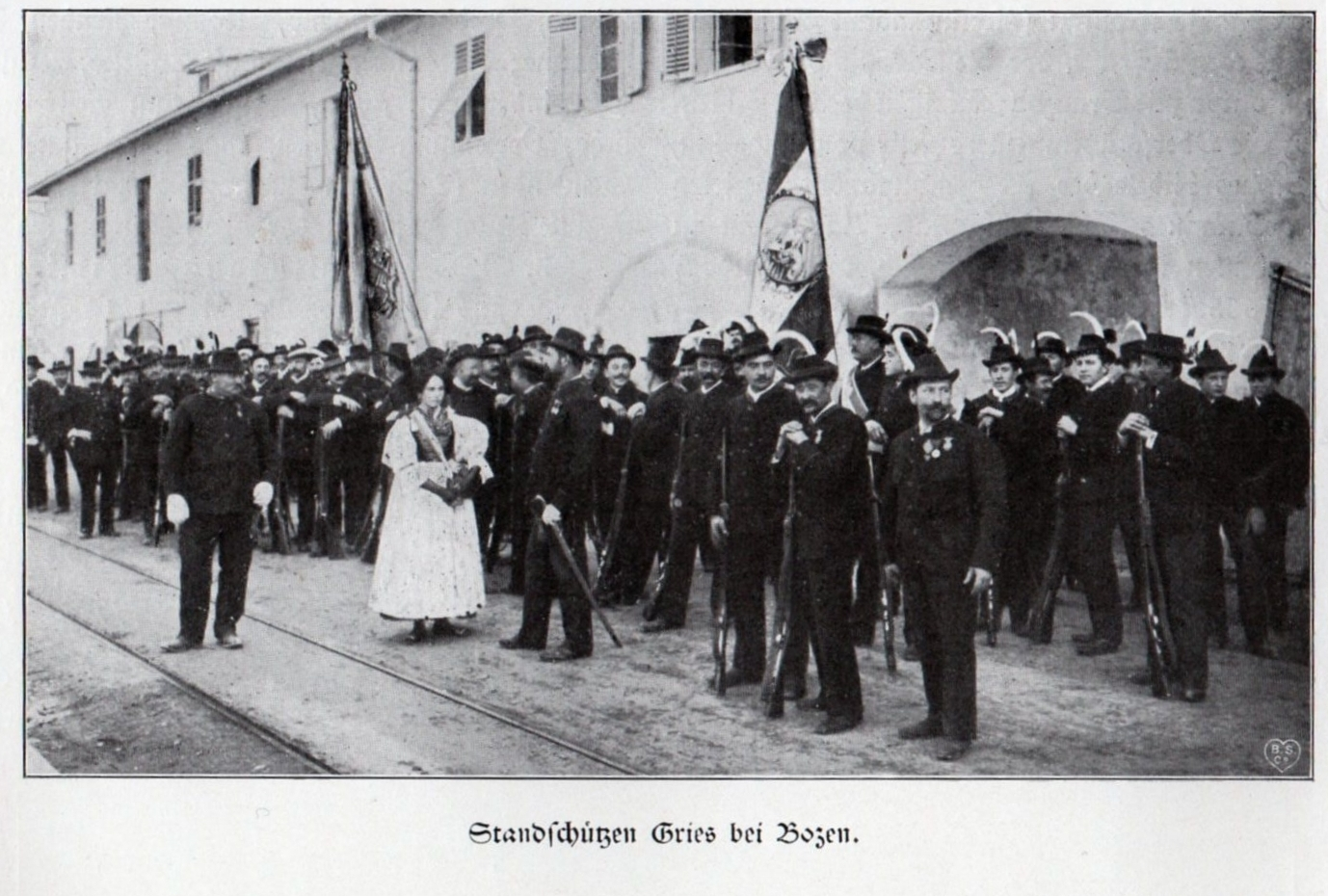
Standschützen di Gries nel 1915

Dopo aver concluso il periodo di leva obbligatoria tutti gli ex coscritti congedati (dai 33 ai 42 anni) potevano transitare nella riserva (Landsturm) ed entrare in guerra soltanto in difesa del Tirolo, nell'ambito della Landwehr.
Inclusi nel Landsturm vi erano gli Standschützen (Bersaglieri stanziali), membri di associazioni che avevano sede presso un poligono di tiro. Questi gruppi erano composti da i giovani con meno di 18 anni, dagli anziani e dagli inabili al servizio militare. Il regolamento dei poligoni di tiro del 1913 attribuiva agli Standschützen il compito di addestrarsi per la difesa del territorio. Si trattava quindi di un corpo che rassomigliava alla precedente milizia.
Gli Standschützen si vestivano con costumi tipici, e avevano un ruolo sociale nella vita delle comunità, organizzando sfilate e celebrazioni. È a costoro, più che agli Landesschützen, che si ispirano le associazioni Schützen contemporanee.
Gli Standschützen eleggevano fra di loro i sottufficiali ed il capitano, avevano una propria bandiera ed il nome del gruppo era quello del luogo dove aveva sede il poligono di tiro. In tempo di pace dovevano partecipare almeno a quattro esercitazioni di tiro all'anno.
Per rivitalizzare la tradizione degli Standschützen, quasi scomparsa ovunque fino agli anni settanta, il governo tirolese investì in discorsi politici e in generose sovvenzioni finanziarie.  Tuttavia "... la rinascita dei corpi di tiratori volontari non era mai scesa al di sotto di una certa linea geografica: in parte a causa della povertà dei contadini trentini, in parte per uno strisciante senso di sfiducia delle gerarchie militari, gli Schützen di lingua italiana erano cresciuti di poco. Con l’amaro risultato, tra l’altro, che i giovani del Tirolo italiano entravano nei lontani reggimenti delle armate regolari austriache in numero maggiore dei loro coetanei settentrionali."
Durante la guerra si arruolarono negli Standschützen volontari di età inferiore ai 20 anni o superiore ai 50 anni. Nel corso del primo conflitto mondiale le compagnie furono raggruppate in battaglioni.

## Prima guerra mondiale

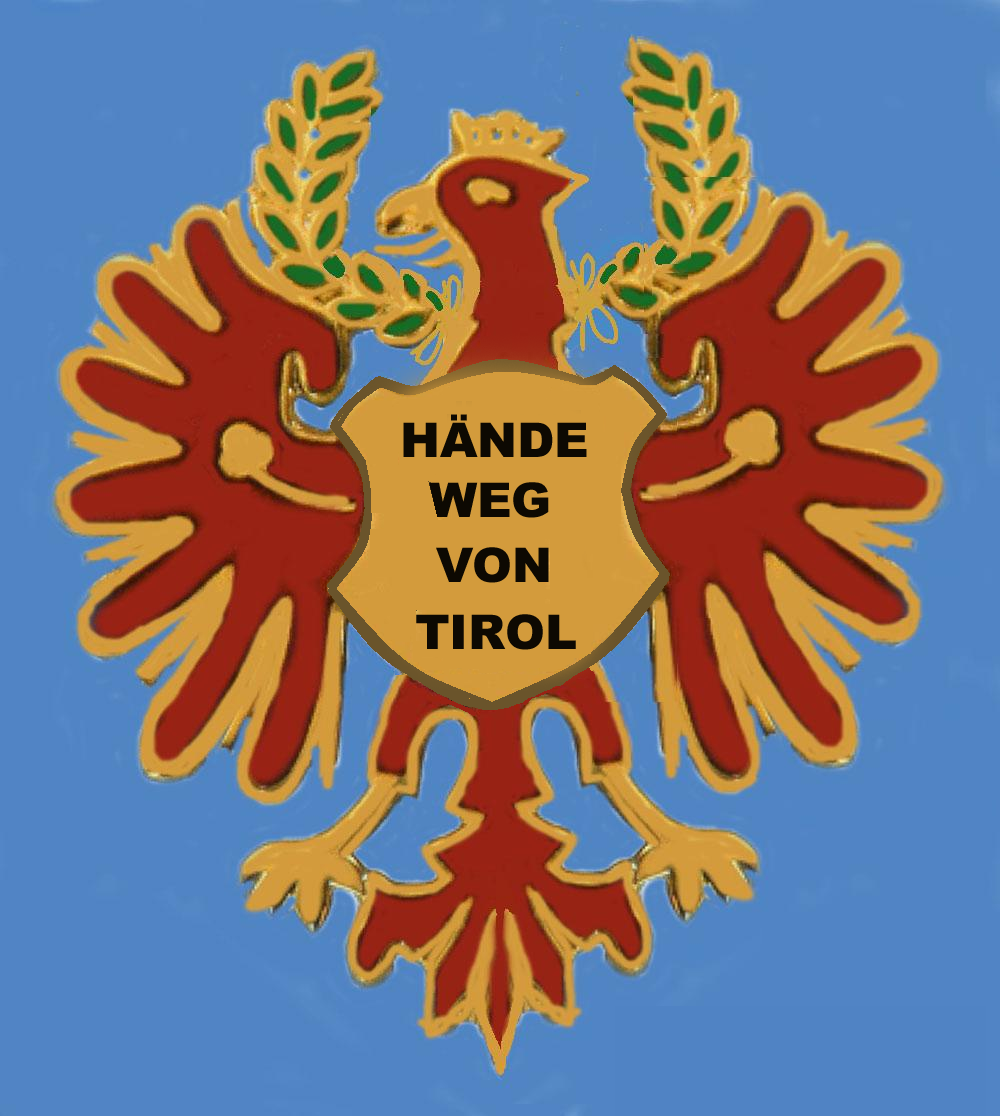
Il distintivo con l'aquila tirolese adottato dai "bersaglieri immatricolati" (Standschützen) serviva per identificare quest'ultimi dai "cacciatori imperiali" (Kaiserjäger) poiché entrambi indossavano la stessa divisa. La scritta sullo scudo recita "Giù le mani dal Tirolo".

L'Italia dichiarò guerra all'impero austro-ungarico il 23 maggio 1915, provocando la mobilitazione generale delle formazioni degli Standschützen che furono integrati nella Landwehr e dislocati nelle zone del fronte dolomitico e nelle retrovie. Parteciparono attivamente alla guerra in montagna: la cosiddetta Guerra Bianca.
Una situazione particolare si venne a creare nelle regioni popolate dai cosiddetti italiani d'Austria dove i giovani in età per il servizio militare furono chiamati dall'impero austro-ungarico alla leva obbligatoria. Tra questi vi furono coloro che scelsero di disertare e arruolarsi come volontari nell'esercito italiano, combattendo per la causa irredentista. Figure come Cesare Battisti, Damiano Chiesa e Fabio Filzi furono tra le più rappresentative, in questo senso durante il periodo bellico. Tuttavia nel ventennio successivo tali martiri furono utilizzati dalla propaganda fascista e coloro che seguirono i loro ideali (o semplicemente la chiamata alle armi) schierandosi per una parte o per l'altra vennero chiamati, a seconda dei casi, traditori o fedeli alla loro terra. Un caso particolare fu quello di Bruno Franceschini, probabilmente coinvolto suo malgrado nell'episodio della cattura di Battisti e Filzi e considerato dalla propaganda post-bellica un rinnegato.

## Scioglimento del corpo
La sconfitta dell'impero austro-ungarico causò la fine della monarchia asburgica e, di conseguenza, nei termini del regolamento di difesa territoriale, gli Schützen cessarono di esistere, ma sopravvissero come associazioni private di tiro al bersaglio. Le compagnie non erano un puro e semplice luogo di addestramento militare, ma divennero col tempo anche dei nuclei di aggregazione sociale, la cui tradizione si volle perpetuare anche dopo lo scioglimento del corpo. Furono vietate in Italia con l'avvento del fascismo; invece in Austria, con l'avvento del nazismo (1938), le associazioni vennero mantenute e dettero un largo appoggio al regime.